# Чак Лори
Чак Лори (енгл. Chuck Lorre, рођен као Чарлс Мајкл Левин енгл. Charles Michael Levine, 18. октобра 1952) амерички је телевизијски писац, продуцент и композитор. Називали су га "краљем ситкома" током 2010-их, када је направио и продуцирао ситкоме, укључујући Дарма и Грег, Два и по мушкарца, Штребери, Мајк и Моли, Мама, Млади Шелдон и Роузен.

## Младост
Лори је рођен у Њујорку, у јеврејској породици. Његов отац Роберт, отворио је бар који је радио лоше, што им је проузроковало финансијске проблеме.
Након што је заврио средњу школу, Лори је уписао Државни универзитет Њујорк у Потсдаму, а напустио га је након 2 године како би јурио каријеру композитора. Током две године факултета, Лори је постао „мајстор рокенрола, траве и ЛСД-а”. Он такође признаје да је се тешко опијао у прошлости, говорећи да је „живео распуштену младост до 47. године”. Сада се опоравља.
У 26. години променио је презиме из Левин у Лори.

## Изабрана дела
- Роузен, 1990–1992 (писац, извршни продуцент, надгледајући продуцент)[10]
- Frannie's Turn, 1992 (креатор, писац, извршни продуцент)
- Grace Under Fire, 1993–1998 (креатор, писац, извршни продуцент, надгледајући продуцент)
- Cybill, 1995–1998 (креатор, писац, извршни продуцент)
- Дарма и Грег, 1997–2002 (креатор, писац, извршни продуцент)[10]
- Два и по мушкарца, 2003–2015 (креатор, писац, извршни продуцент)
- Штребери, 2007–2019 (креатор, писац, извршни продуцент)
- Мајк и Моли, 2010–2016 (писац, извршни продуцент)
- Мама, 2013–2021 (креатор, писац, извршни продуцент)[10]
- Disjointed, 2017–2018 (креатор, писац, извршни продуцент)
- Млади Шелдон, 2017–данас (креатор, писац, извршни продуцент)
- The Kominsky Method,[11] 2018–2021 (креатор, писац, извршни продуцент)

## Награде и признања
Лори је освојио BMI телевизијску музичку награду 2004. 2005. 2008. и 2009. године за Два и по мушкарца.
Добио је звезду на Холивудској стази славних 12. марта 2009. године, а налази се на Холивудском Булевару број 7021.
Три месеца касније, Лори је освојио хонорарну диплому Државног универзитета Њујорк у Потсдаму и одржао је говор на церемонији дипломирања.
Лори је примљен у Телевизијску кућу славних марта 2012. године.